# Hekenuhedjet
Hekenuhedjet (Ḥknw ḥḏt, "Elogi de la Corona Blanca") va ser una reina egípcia de la IV Dinastia. Va ser esposa del faraó Khefren.
| H | k · nw | S2 | HD |

| H | k · nw | S2 | HD |

Apareix representada a la tomba del seu fill, el djati Sekhemkare. A la paret occidental de la seva cambra es mostra Hekenuhedjet asseguda darrere del seu fill. Es representa una mica més gran que ell. Té un dels braços al voltant de les seves espatlles. Davant d’ells hi ha escenes que representen vaixells. El text està danyat, però descriu Hekenuhedjet com la gran favorita i sacerdotessa. Part d'un títol que conté les paraules "la seva estimada" és visible.
En una altra escena de la cambra, Hekenuhedjet i el seu fill estan asseguts abans d'oferir taules. El seu fill porta els títols de "Fill del Rei, del seu cos", "Director del Palau", "Mestre dels secrets de la casa del bant", "Posseïdor d'honor en presència del seu pare". Per la seva banda, els títols de Hekenuhedjet són "Possessora d'honor", "Ella que veu Horus i Set", "Sacerdotessa de [..]". Segons Grajetzki, els títols de Hekenuhedjet eren: Gran del ceptre (wr.t-ḥts), Ella que veu Horus i Seth (m33.t- [ḥrw] -stš), Esposa del Rei (ḥm.t-nỉswt), Esposa estimada del Rei (ḥm.t-nỉswt mrỉỉt = f) i Sacerdotessa de Bapef (ḥm.t-nṯr b3-pf).